# Aoi Yūki
Aoi Yabusaki (八武崎 碧, Yabusaki Aoi, geboren am 27. März 1992), besser bekannt unter ihrem Künstlernamen Aoi Yūki (悠木 碧, Yūki Aoi), ist eine japanische Schauspielerin, Synchronsprecherin und Sängerin, vertreten durch Aoni Production.
Sie sprach Komachi Hikigaya in My Youth Romantic Comedy Is Wrong, As I Expected, Rita Rossweisse in Honkai Impact 3rd, Tanya von Degurechaff in The Saga of Tanya the Evil, Lumine in Genshin Impact, Nodoka Hanadera/Cure Grace in Healin' Good Precure, Krul Tepes in Seraph of the End, Madoka Kaname in Puella Magi Madoka Magica, Tsuyu Asui in My Hero Academia, Hibiki Tachibana in Senki Zesshou Symphogear, Diane in The Seven Deadly Sins, Tamaki Kotatsu in Fire Force, Mami Nanami in Rent-A-Girlfriend, die junge Murasaki Kuhōin in Kure-nai und Kumoko/Shiraori in So I'm a Spider, So What?.

## Biografie
Yūki wurde in der Präfektur Chiba geboren. Sie kam im Alter von vier Jahren in die Unterhaltungsbranche. Als Kind wirkte sie in Filmen und Dramen mit. Von 1999 bis 2002 trat sie regelmäßig in den Varietésendungen Appare Sanma Dai-sensei und Yappari Sanma Dai-sensei auf, die auf Fuji TV ausgestrahlt wurden. Als sie in der fünften Klasse war, gab sie ihr Debüt als Synchronsprecherin.
Ende 2006 wurde sie in die Theatergruppe Central aufgenommen. Nach ihrer Aufnahme in die Highschool im August 2007 trat sie der Agentur Breath bei und änderte ihren Künstlernamen in Aoi Yūki. Ihre erste große Rolle bekam sie 2008 in Kure-nai als Murasaki Kuhōin. Im August desselben Jahres wechselte sie zu der Agentur Pro-Fit. Im Jahr 2009 spielte sie in zwei Anime mit: Anyamaru Tantei Kiruminzuu als Mikogami Riko und Yumeiro Patissiere als Amano Ichigo. Danach sprach sie die weiblichen Protagonisten mehrerer Serien, insbesondere Iris aus Pokémon: Best Wishes! und Victorique de Blois aus Gosick.
Sie schloss im März 2010 die Oberschule ab und im März 2014 ihr Studium.
2011 sprach Yūki die Rolle der Madoka Kaname in Puella Magi Madoka Magica. Im Oktober desselben Jahres gewann sie den Preis für die beste Synchronsprecherin bei den Newtype x Machi Asobi Anime Awards. Bei den sechsten Seiyū Awards wurde sie mit dem Preis für die beste Hauptdarstellerin ausgezeichnet. 2013 gründeten Yūki und Ayana Taketatsu die Gesangsgruppe Petit Milady. Zusammen haben sie das Lied „Kagami no Dual-ism“ (鏡のデュアル・イズム, en: The Mirror of Dual-ism, dt: Spiegel des Dual-ismus) gesungen, welches als drittes Intro bei der Animeserie Yu-Gi-Oh! Zexal II aus 2013 zum Einsatz kam. 2014 haben sie den Song „Azurite“ gesungen. Dieser ist das Intro des 2014 erschienenen Anime The Pilot's Love Song. Sie sprach Hibiki Tachibana in Symphogear, Yūki Konno in Sword Art Online II, Tanya Degurechaff in The Saga of Tanya the Evil, Yoshiko Hanabatake in Aho-Girl, Nodoka Hanadera/Cure Grace in Healin' Good Pretty Cure und Futaba Sakura in Persona 5. Im Jahr 2019 spielte sie die Rolle der Tamaki Kotatsu in Fire Force, die sie in der zweiten Staffel wieder aufnahm.
Neben ihrer Tätigkeit als Synchronsprecherin ist Yūki auch als digitale Künstlerin und Illustratorin tätig und hat mehrere Fanarts zu Animes angefertigt, in denen sie mitgewirkt hat. 2019 hat sie ihr eigenes Projekt „YUKI×AOI Chimera Project“ ins Leben gerufen, in der Hoffnung, grünes Licht für eine Anime-Adaption zu bekommen.
Am 28. April 2017 gab die offizielle Fan-Website AoimAniA bekannt, dass sie eine vorübergehende Pause von ihrer Musikkarriere einlegen wird. Nach der Schließung ihrer Website und ihres Fanclubs nahm sie ihre musikalischen Aktivitäten unter Nippon Columbia wieder auf.

## Filmografie

### Fernsehanimationen
| Jahr | Titel                                                           | Rolle                                      |
| ---- | --------------------------------------------------------------- | ------------------------------------------ |
| 2003 | Kino's Journey                                                  | Sakura                                     |
| 2004 | Aishiteruze Baby                                                | Marika                                     |
| 2005 | Onegai My Melody                                                | Koto Yumeno                                |
| 2006 | Onegai My Melody: Kuru Kuru Shuffle                             | Koto Yumeno                                |
| 2007 | Onegai My Melody: Sukkiri                                       | Koto Yumeno                                |
| 2008 | Kure-nai                                                        | Murasaki Kuhōin                            |
| 2008 | Shikabane Hime: Aka                                             | Akira Tōoka                                |
| 2009 | Akikan!                                                         | Budoko                                     |
| 2009 | Anyamaru Tantei Kiruminzuu                                      | Riko Mikogami                              |
| 2009 | Nogizaka Haruka no Himitsu: Purezza                             | Hikari Hatsuse                             |
| 2009 | Shikabane Hime: Kuro                                            | Akira Tōoka                                |
| 2009 | Sora no Manimani                                                | Maibara                                    |
| 2009 | Yumeiro Patissiere                                              | Ichigo Amano                               |
| 2009 | Yutori-chan                                                     | Yutori Tanaka                              |
| 2010 | Dance in the Vampire Bund                                       | Mina Tepes                                 |
| 2010 | Durarara!!                                                      | (jung) Shinra Kishitani                    |
| 2010 | Hyakka Ryōran Samurai Girls                                     | Jūbei Yagyū                                |
| 2010 | Ichiban Ushiro no Dai Maō                                       | Korone                                     |
| 2010 | Jewelpet Tinkle                                                 | Amelie                                     |
| 2010 | The World God Only Knows                                        | Mio Aoyama                                 |
| 2010 | Pocket Monsters: Best Wishes!                                   | Iris                                       |
| 2010 | Shiki                                                           | Sunako Kirishiki                           |
| 2010 | Sound of the Sky                                                | Noel Kannagi                               |
| 2010 | Soredemo Machi wa Mawatteiru                                    | Toshiko Tatsuno                            |
| 2010 | Yumeiro Patissiere Professional                                 | Ichigo Amano                               |
| 2011 | A Channel                                                       | Tooru                                      |
| 2011 | Beelzebub                                                       | Chiaki Tanimura                            |
| 2011 | Ben-To                                                          | Hana Oshiroi                               |
| 2011 | Gosick                                                          | Victorique de Blois                        |
| 2011 | Horizon in the Middle of Nowhere                                | Suzu Mukai                                 |
| 2011 | Ikoku Meiro no Croisée                                          | Alice Blanche                              |
| 2011 | Last Exile -Fam, The Silver Wing-                               | Giselle Collette Vingt                     |
| 2011 | Puella Magi Madoka Magica                                       | Madoka Kaname                              |
| 2011 | Persona 4: The Animation                                        | Aika Nakamura                              |
| 2011 | YuruYuri                                                        | Rivalun                                    |
| 2012 | Daily Lives of High School Boys                                 | Ringo-chan                                 |
| 2012 | Dog Days                                                        | Couvert Eschenbach Pastillage              |
| 2012 | Hyōka                                                           | Kurako Eba                                 |
| 2012 | Inazuma Eleven GO vs. Danbōru Senki W                           | Kinako Nanobana                            |
| 2012 | Inazuma Eleven GO Chrono Stone                                  | Kinako Nanobana                            |
| 2012 | Joshiraku                                                       | Mask                                       |
| 2012 | Pocket Monsters: Best Wishes! Season 2                          | Iris                                       |
| 2012 | Saki: Achiga-hen episode of Side-A                              | Shizuno Takakamo                           |
| 2012 | Senki Zesshō Symphogear                                         | Hibiki Tachibana                           |
| 2012 | Touhou Musou Kakyou 2                                           | Youmu Konpaku                              |
| 2012 | YuruYuri♪♪                                                      | Rivalun/Raika                              |
| 2013 | BlazBlue Alter Memory                                           | Platinum the Trinity/Trinity Glassfield    |
| 2013 | Gundam Build Fighters                                           | Kirara                                     |
| 2013 | Hyakka Ryōran Samurai Bride                                     | Jūbei Yagyū                                |
| 2013 | Inazuma Eleven GO Galaxy                                        | Konoha Morimura                            |
| 2013 | My Teen Romantic Comedy SNAFU                                   | Komachi Hikigaya                           |
| 2013 | Pocket Monsters: Best Wishes! Season 2: Episode N               | Iris                                       |
| 2013 | Pocket Monsters: Best Wishes! Season 2: Decolora Adventure      | Iris                                       |
| 2013 | Senki Zesshō Symphogear G                                       | Hibiki Tachibana                           |
| 2013 | Valvrave the Liberator                                          | Akira Renbōkoji                            |
| 2014 | The Pilot's Love Song                                           | Nina Viento/Claire Cruz                    |
| 2014 | Black Bullet                                                    | Kohina Hiruko                              |
| 2014 | Soul Eater Not!                                                 | Meme Tatane                                |
| 2014 | Free! - Eternal Summer                                          | (jung) Sōsuke Yamazaki                     |
| 2014 | Buddy Complex                                                   | Fiona Jyunyou Weinberg                     |
| 2014 | If Her Flag Breaks                                              | Serika Gin'yūin                            |
| 2014 | Nobunaga Concerto                                               | Oichi                                      |
| 2014 | Rokujyoma no Shinryakusha!?                                     | Korama                                     |
| 2014 | Keroro                                                          | New Keroro, Black Star, Monaka             |
| 2014 | The Seven Deadly Sins                                           | Diane                                      |
| 2014 | Sword Art Online II                                             | Yuuki Konno                                |
| 2014 | Yu-Gi-Oh! Arc-V                                                 | Mieru Hochun                               |
| 2015 | Aria the Scarlet Ammo AA                                        | Kirin Shima                                |
| 2015 | Detektiv Conan                                                  | Funako Nakai                               |
| 2015 | Chaos Dragon                                                    | Shaddy                                     |
| 2015 | Dog Days"                                                       | Couvert Eschenbach Pastillage              |
| 2015 | Gangsta.                                                        | Nina                                       |
| 2015 | Ketsuekigata-kun! 2                                             | Type A-chan                                |
| 2015 | Ketsuekigata-kun! 3                                             | Type A-chan                                |
| 2015 | My Teen Romantic Comedy SNAFU TOO!                              | Komachi Hikigaya                           |
| 2015 | One-Punch Man                                                   | Tatsumaki                                  |
| 2015 | Onsen Yōsei Hakone-chan                                         | Goura                                      |
| 2015 | Overlord                                                        | Clementine                                 |
| 2015 | Rokka: Braves of the Six Flowers                                | Fremy Speeddraw                            |
| 2015 | Senki Zesshō Symphogear GX                                      | Hibiki Tachibana                           |
| 2015 | Seraph of the End                                               | Krul Tepes                                 |
| 2015 | Tantei Kageki Milky Holmes TD                                   | Carroll Dodgson                            |
| 2015 | The Asterisk War                                                | Meeko Yanase                               |
| 2015 | Tokyo Ghoul √A                                                  | Kurona Yasuhisa                            |
| 2015 | World Break: Aria of Curse for a Holy Swordsman                 | Shizuno Urushibara                         |
| 2015 | Yamada-kun and the Seven Witches                                | Noa Takigawa, Maki                         |
| 2015 | Yo-Kai Watch                                                    | Inaho Misora                               |
| 2015 | Young Black Jack                                                | Eri Imagami                                |
| 2015 | Yurikuma Arashi                                                 | Mitsuko Yurizono                           |
| 2015 | YuruYuri San☆Hai!                                               | Rivalun/Raika                              |
| 2016 | Ace Attorney                                                    | Mayoi Ayasato (Maya Fey)                   |
| 2016 | Ange Vierge                                                     | Ramiel                                     |
| 2016 | Divine Gate                                                     | Dorothy                                    |
| 2016 | Endride                                                         | Mischa                                     |
| 2016 | Erased                                                          | Kayo Hinazuki                              |
| 2016 | Ketsuekigata-kun! 4                                             | Type A-chan                                |
| 2016 | Magic of Stella                                                 | Kayo Fujikawa                              |
| 2016 | My Hero Academia                                                | Tsuyu Asui                                 |
| 2016 | Qualidea Code                                                   | Maihime Tenkawa                            |
| 2016 | Ragnastrike Angels                                              | Kasumi Barnette Midō                       |
| 2016 | Super Lovers                                                    | Ai Natsukawa                               |
| 2016 | The Seven Deadly Sins: Signs of Holy War                        | Diane                                      |
| 2016 | Tanaka-kun Is Always Listless                                   | Rino                                       |
| 2016 | The Asterisk War 2                                              | Meeko Yanase                               |
| 2017 | ACCA: 13-Territory Inspection Dept.                             | Lotta                                      |
| 2017 | Aho Girl                                                        | Yoshiko Hanabatake                         |
| 2017 | Shōkoku no Altair                                               | Brigitta Grimaldi                          |
| 2017 | Battle Girl High School                                         | Sadone                                     |
| 2017 | Kino no Tabi - the Beautiful World- the Animated Series         | Kino                                       |
| 2017 | My Girlfriend Is Shobitch                                       | Akiho Kōsaka                               |
| 2017 | My Hero Academia 2                                              | Tsuyu Asui; Pony Tsunotori                 |
| 2017 | Sakurada Reset                                                  | Sumire Sōma                                |
| 2017 | Senki Zesshō Symphogear AXZ                                     | Hibiki Tachibana                           |
| 2017 | Yōjo Senki: Saga of Tanya the Evil                              | Tanya von Degurechaff                      |
| 2018 | Ace Attorney Season 2                                           | Mayoi Ayasato (Maya Fey)                   |
| 2018 | Asobi Asobase                                                   | Tsugumi Aozora                             |
| 2018 | Wie es Miss Beelzebub gefällt                                   | Dantalion                                  |
| 2018 | Death March to the Parallel World Rhapsody                      | Arisa                                      |
| 2018 | Hakata Tonkotsu Ramens                                          | Misaki                                     |
| 2018 | Hakumei and Mikochi                                             | Konju                                      |
| 2018 | Kakuriyo: Bed and Breakfast for Spirits                         | Ougon Douji                                |
| 2018 | Karakuri Circus                                                 | Columbine                                  |
| 2018 | Lord of Vermilion: The Crimson King                             | Sakiyama Koume                             |
| 2018 | Magical Girl Site                                               | Ni                                         |
| 2018 | My Hero Academia 3                                              | Tsuyu Asui; Pony Tsunotori                 |
| 2018 | Persona 5: The Animation                                        | Futaba Sakura                              |
| 2018 | Pop Team Epic                                                   | Popuko (Episode 2-A)                       |
| 2018 | Radiant                                                         | Mélie                                      |
| 2018 | SSSS.Gridman                                                    | Borr                                       |
| 2018 | The Master of Ragnarok & Blesser of Einherjar                   | Albertina                                  |
| 2018 | The Seven Deadly Sins: Revival of the Commandments              | Diane                                      |
| 2018 | Wotakoi: Love is Hard for Otaku                                 | Ko Sakuragi                                |
| 2019 | 7 Seeds                                                         | Hotaru Kusakuri                            |
| 2019 | Boogiepop and Others                                            | Touka Miyashita Miyashita/Boogiepop        |
| 2019 | Demon Slayer: Kimetsu no Yaiba                                  | [schwarzhaarig] Guide (Kiriya Ubuyashiki)  |
| 2019 | Fire Force                                                      | Kotatsu Tamaki                             |
| 2019 | Granbelm                                                        | Suishō Hakamada                            |
| 2019 | Grimms Notes The Animation                                      | Shirayuki-hime                             |
| 2019 | Isekai Quartet                                                  | Tanya von Degurechaff                      |
| 2019 | My Hero Academia 4                                              | Tsuyu Asui                                 |
| 2019 | One-Punch Man 2                                                 | Tatsumaki                                  |
| 2019 | Senki Zesshō Symphogear XV                                      | Hibiki Tachibana                           |
| 2019 | Nicht schon wieder, Takagi-San                                  | Hōjō                                       |
| 2019 | The Seven Deadly Sins: Wrath of the Gods                        | Diane                                      |
| 2020 | Appare-Ranman!                                                  | Hototo                                     |
| 2020 | Fate/Grand Order - Absolute Demonic Front: Babylonia            | Tiamat                                     |
| 2020 | Fire Force 2nd Season                                           | Kotatsu Tamaki                             |
| 2020 | Healin' Good Pretty Cure                                        | Nodoka Hanadera/Cure Grace, Suzuchan       |
| 2020 | Infinite Dendrogram                                             | Liliana Grandria                           |
| 2020 | Isekai Quartet 2                                                | Tanya von Degurechaff                      |
| 2020 | My Teen Romantic Comedy SNAFU Climax                            | Komachi Hikigaya                           |
| 2020 | Kimi to Boku no Saigo no Senjō, Aruiwa Sekai ga Hajimaru Seisen | Emperor Yunmelngen                         |
| 2020 | Plunderer – Die Sternenjäger                                    | Mizuka Sonohara                            |
| 2020 | Princess Connect! Re:Dive                                       | Suzume                                     |
| 2020 | Rent-A-Girlfriend                                               | Mami Nanami                                |
| 2021 | ABCiee Working Diary                                            | Abciee                                     |
| 2021 | D_Cide Traumerei the Animation                                  | Jessica Cleiborn                           |
| 2021 | Dragon, Ie o Kau.                                               | (jung) Dearia                              |
| 2021 | Farewell, My Dear Cramer                                        | Midori Soshizaki                           |
| 2021 | Fena: Pirate Princess                                           | Karin                                      |
| 2021 | I'm Standing on a Million Lives Season 2                        | Ahyu                                       |
| 2021 | I've Been Killing Slimes for 300 Years and Maxed Out My Level   | Azusa                                      |
| 2021 | Megaton Musashi                                                 | Aoi Hoshino                                |
| 2021 | My Hero Academia 5                                              | Tsuyu Asui; Pony Tsunotori; Setsuna Tokage |
| 2021 | Pokémon Master Journeys: The Series                             | Iris                                       |
| 2021 | So I'm a Spider, So What?                                       | Kumoko/Shiraori                            |
| 2021 | Sonny Boy                                                       | Mizuho                                     |
| 2021 | The Faraway Paladin                                             | Gracefeel                                  |
| 2021 | The Seven Deadly Sins: Dragon's Judgement                       | Diane                                      |
| 2022 | I'm Kodama Kawashiri                                            | Kodama Kawajiri                            |
| 2022 | Motto! Majime ni Fumajime Kaiketsu Zorori Season 3              | Mira                                       |
| 2022 | Ninjala                                                         | Lucy                                       |
| 2022 | Rent-A-Girlfriend: Staffel 2                                    | Mami Nanami                                |
| 2022 | Requiem of the Rose King                                        | Joan of Arc                                |
| 2022 | Shinobi no Ittoki                                               | Kirei Kisegawa                             |
| 2022 | Nicht schon wieder, Takagi-San 3                                | Hōjō                                       |
| 2022 | Uncle from Another World                                        | Mabel Laybelle                             |
| 2023 | In/Spectre 2nd Season                                           | Yuki-Onna                                  |
| 2023 | Spy Classroom                                                   | Monika                                     |
| 2023 | Die Tagebücher der Apothekerin                                  | Maomao                                     |
| 2023 | Nier: Automata Ver1.1a                                          | Pascal                                     |
| 2024 | Sasaki and Peeps                                                | Peeps                                      |
| 2024 | Gōkon ni Ittara Onna ga Inakatta Hanashi                        | Fuji                                       |

### Original Video Animation (OVA)
| Jahr | Titel              | Rolle         |
| ---- | ------------------ | ------------- |
| 2009 | Akikan!            | Budoko        |
| 2011 | Baby Princess      | Mari Amatsuka |
| 2016 | The Kubikiri Cycle | Tomo Kunagisa |

### Original Net Animation (ONA)
| Jahr | Titel                      | Rolle           |
| ---- | -------------------------- | --------------- |
| 2020 | Cagaster of an Insect Cage | Kara            |
| 2020 | Obsolete                   | Konoka Kokonoha |
| 2021 | The Heike Story            | Biwa            |
| 2022 | Cyberpunk: Edgerunners     | Lucy            |

### Kinofilme
| Jahr | Titel                                                                           | Rolle                 |
| ---- | ------------------------------------------------------------------------------- | --------------------- |
| 2011 | Pocket Monsters Best Wishes! the Movie - Victini and the Black Hero: Zekrom     | Iris                  |
| 2011 | Pocket Monsters Best Wishes! the Movie - Victini and the White Hero: Reshiram   | Iris                  |
| 2012 | Pocket Monsters Best Wishes! the Movie - Kyurem VS the Sacred Swordsman: Keldeo | Iris                  |
| 2013 | Pocket Monsters Best Wishes! the Movie - ExtremeSpeed Genesect: Mewtwo Awakens  | Iris                  |
| 2013 | Puella Magi Madoka Magica the Movie: Rebellion                                  | Madoka Kaname         |
| 2015 | Appleseed – Alpha                                                               | Iris                  |
| 2015 | Yo-Kai Watch: Enma Daiō to Itsutsu no Monogatari da Nyan!                       | Inaho Misora          |
| 2016 | Your Name                                                                       | Sayaka Natori         |
| 2016 | A Silent Voice                                                                  | Yuzuru Nishimiya      |
| 2017 | The Night Is Short, Walk on Girl                                                | Princess Daruma       |
| 2017 | Fairy Tail: Dragon Cry                                                          | Sonya                 |
| 2017 | KiraKira☆PreCure à la Mode: Crisply! The Memory of Mille-feuille!               | Cook                  |
| 2018 | Doraemon the Movie: Nobita's Treasure Island                                    | Quiz                  |
| 2018 | The Seven Deadly Sins the Movie: Prisoners of the Sky                           | Diane                 |
| 2018 | My Tyrano: Together, Forever                                                    | Top                   |
| 2018 | My Hero Academia: Two Heroes                                                    | Tsuyu Asui            |
| 2018 | Monster Strike the Movie: Sora no Kanata                                        | Yūna                  |
| 2019 | Even if the World Will End Tomorrow                                             | Miko                  |
| 2019 | Saga of Tanya the Evil: The Movie                                               | Tanya von Degurechaff |
| 2019 | Violence Voyager                                                                | Bobby                 |
| 2019 | Crayon Shin-chan: Honeymoon Hurricane ~The Lost Hiroshi~                        | The princess          |
| 2019 | Weathering with You                                                             | Sayaka Natori         |
| 2019 | Violet Evergarden: Eternity and the Auto Memory Doll                            | Taylor Bartlett       |
| 2019 | My Hero Academia: Heroes Rising                                                 | Tsuyu Asui            |
| 2021 | The Seven Deadly Sins: Cursed by Light                                          | Diane                 |
| 2022 | Crayon Shin-chan: Mononoke Ninja Chinpūden                                      | Elder's Secretary     |
| 2022 | Idol Bu Show                                                                    | Shinobu Sakuma        |
| 2022 | Teasing Master Takagi-san: The Movie                                            | Hōjō                  |
| 2022 | Break of Dawn                                                                   | Nanako                |

### Videospiele
| Jahr | Titel                                                   | Rolle                                                               | Anmerkungen                | Plattform                                                                             |
| ---- | ------------------------------------------------------- | ------------------------------------------------------------------- | -------------------------- | ------------------------------------------------------------------------------------- |
| 2003 | Kino's Journey                                          | Sakura                                                              |                            | PlayStation 2                                                                         |
| 2006 | Blazing Souls Accelate                                  | Lydia                                                               |                            | PlayStation 2, Xbox 360, PlayStation Portable, Android, iOS                           |
| 2006 | Granado Espada                                          | Ludin Von Hanen                                                     |                            | Microsoft Windows                                                                     |
| 2009 | BlazBlue: Continuum Shift                               | Platinum the Trinity                                                |                            | Arcade, PlayStation 3, Xbox 360, Windows                                              |
| 2012 | BlazBlue: Chrono Phantasma                              | Platinum the Trinity, Trinity Glassfille                            |                            | Arcade, PlayStation 3, PlayStation Vita, Microsoft Windows                            |
| 2012 | Do-Don-Pachi Saidaioujou                                | Hibachi, Inbachi                                                    |                            | Arcade, Xbox 360                                                                      |
| 2012 | Hyperdimension Neptunia Victory                         | Peashy/Yellow Heart                                                 |                            | PlayStation 3, PlayStation Vita, Microsoft Windows                                    |
| 2012 | Phantasy Star Online 2                                  | Claris Claes                                                        |                            | Microsoft Windows, PlayStation Vita, iOS, Android, PlayStation 4                      |
| 2012 | Professor Layton vs. Phoenix Wright: Ace Attorney       | Mahoney Katalucia                                                   |                            | Nintendo 3DS                                                                          |
| 2012 | Puella Magi Madoka Magica Portable                      | Madoka Kaname                                                       |                            | PlayStation Portable                                                                  |
| 2012 | Rune Factory 4                                          | Margaret                                                            |                            | Nintendo 3DS                                                                          |
| 2012 | Toki to Towa                                            | Enda                                                                |                            | PlayStation 3                                                                         |
| 2012 | Sol Trigger                                             | Cyril                                                               |                            | PlayStation Portable                                                                  |
| 2013 | Fate/Extra CCC                                          | Jinako Karigiri                                                     |                            | PlayStation Portable                                                                  |
| 2013 | God Eater 2                                             | Dr. Rachel Claudius                                                 |                            | PlayStation Portable, PlayStation Vita                                                |
| 2013 | Puella Magi Madoka Magica: The Battle Pentagram         | Madoka Kaname                                                       |                            | PlayStation Vita                                                                      |
| 2013 | Kamen Rider: Battride War                               | Reito                                                               |                            | PlayStation 3                                                                         |
| 2014 | Super Heroine Chronicle                                 | Hibiki Tachibana                                                    |                            | PlayStation Vita, PlayStation 3                                                       |
| 2014 | Granblue Fantasy                                        | Anila, Mina Levin, Mona Levin, Mena Levin                           |                            | Browserspiel, iOS, Android                                                            |
| 2014 | Sword Art Online: Hollow Fragment                       | Yuuki                                                               |                            | PlayStation Vita, PlayStation 4                                                       |
| 2014 | Sonic Boom: Lyrics Aufstieg                             | Sticks the Badger                                                   |                            | Wii U                                                                                 |
| 2014 | Sonic Boom: Der zerbrochene Kristall                    | Sticks the Badger                                                   |                            | Nintendo 3DS                                                                          |
| 2015 | BlazBlue: Central Fiction                               | Platinum the Trinity, Trinity Glassfille                            |                            | PlayStation 3, PlayStation 4, Arcade                                                  |
| 2015 | Closers                                                 | Mikoto Amamiya                                                      |                            | Windows                                                                               |
| 2015 | Battle Girl High School                                 | Sadone                                                              |                            | iOS, Android                                                                          |
| 2015 | Dengeki Bunko: Fighting Climax Ignition                 | Yuuki                                                               |                            | Arcade, PlayStation 3, PlayStation 4, PlayStation Vita                                |
| 2015 | Resident Evil: Revelations 2                            | Natalia Korda                                                       |                            | Microsoft Windows, PlayStation 3, PlayStation 4, PlayStation Vita, Xbox 360, Xbox One |
| 2015 | Sword Art Online: Lost Song                             | Yuuki                                                               |                            | PlayStation 3, PlayStation Vita, PlayStation 4                                        |
| 2015 | Fate/Grand Order                                        | Okita Souji                                                         |                            | iOS, Android                                                                          |
| 2016 | Dragon Quest Heroes II                                  | Maribel                                                             |                            | PlayStation 4, PlayStation 3, PlayStation Vita                                        |
| 2016 | Gundam Breaker 3                                        | Info-chan                                                           |                            | PlayStation 4, PlayStation Vita                                                       |
| 2016 | Mario & Sonic bei den Olympischen Spielen Rio 2016      | Sticks the Badger                                                   |                            | Wii U                                                                                 |
| 2016 | Persona 5                                               | Futaba Sakura, Necronomicon (Persona awakening voice)/Shadow Futaba |                            | PlayStation 3, PlayStation 4                                                          |
| 2016 | Alternative Girls                                       | Mero                                                                |                            | iOS, Android                                                                          |
| 2016 | Fate/Grand Order                                        | Shuten Douji, Beast II/Tiamat                                       |                            | iOS, Android                                                                          |
| 2016 | Sonic Boom: Feuer & Eis                                 | Sticks the Badger                                                   |                            | 3DS                                                                                   |
| 2017 | Nier: Automata                                          | Pascal                                                              |                            | PlayStation 4, Microsoft Windows                                                      |
| 2017 | Onmyōji                                                 | Kochō-no-sei, Chōchin-kozō                                          |                            | iOS, Android                                                                          |
| 2017 | Puella Magi Madoka Magica Side Story: Magia Record      | Madoka Kaname                                                       |                            | iOS, Android                                                                          |
| 2017 | Street Fighter V                                        | Menat                                                               |                            | Microsoft Windows, PlayStation 4                                                      |
| 2017 | Xenoblade Chronicles 2                                  | Finch/Ibuki                                                         |                            | Nintendo Switch                                                                       |
| 2017 | Super Bomberman R                                       | Pink Bomberman                                                      |                            | Nintendo Switch                                                                       |
| 2017 | Sonic Forces                                            | Avatar (Female)                                                     |                            | PC, Xbox One, PS4, Nintendo Switch                                                    |
| 2017 | Honkai Impact 3                                         | Rita Rossweisse                                                     | japanische Synchronisation | iOS, Android                                                                          |
| 2017 | Girls' Frontline                                        | M1918                                                               |                            | iOS, Android                                                                          |
| 2018 | Ys VIII: Lacrimosa of Dana                              | Io                                                                  |                            | PlayStation 4, Microsoft Windows                                                      |
| 2018 | Sword Art Online: Fatal Bullet                          | Yuuki                                                               |                            | PlayStation Vita, PlayStation 4, Microsoft Windows                                    |
| 2018 | Sdorica                                                 | Tica Chevalier, Tica SP                                             |                            | iOS, Android                                                                          |
| 2018 | My Hero: One's Justice                                  | Tsuyu Asui                                                          |                            | Microsoft Windows, PlayStation 4, Nintendo Switch, Xbox One                           |
| 2018 | Fate/Grand Order                                        | Okita Souji (Alter), Shuten Douji (Caster)                          |                            | iOS, Android                                                                          |
| 2018 | Azur Lane                                               | japanischer Flugzeugträger Taihō                                    |                            | iOS, Android                                                                          |
| 2018 | The Legend of Heroes: Sen no Kiseki IV -The End of Saga | Renne Bright                                                        |                            | PlayStation 4                                                                         |
| 2018 | Pokémon: Let's Go, Pikachu! and Let's Go, Eevee!        | Eevee                                                               |                            | Nintendo Switch                                                                       |
| 2018 | Princess Connect! Re:Dive                               | Suzume                                                              |                            | iOS, Android, DMM Player                                                              |
| 2019 | Persona 5 Royal                                         | Futaba Sakura                                                       |                            | PlayStation 4                                                                         |
| 2019 | Super Smash Bros. Ultimate                              | Futaba Sakura                                                       | DLC                        | Nintendo Switch                                                                       |
| 2019 | Fire Emblem: Three Houses                               | Lysithea                                                            |                            | Nintendo Switch                                                                       |
| 2019 | Fate/Grand Order                                        | Ganesha, Okita Souji                                                |                            | iOS, Android                                                                          |
| 2019 | Epic Seven                                              | Ravi                                                                |                            | iOS, Android                                                                          |
| 2019 | Arknights                                               | Истина (Istina), Earthspirit, Nian                                  |                            | iOS, Android                                                                          |
| 2019 | Release the Spyce: Secret Fragrence                     | Yura Ranjishi                                                       |                            | iOS, Android                                                                          |
|      | Pokémon Schwert und Schild                              | Eevee                                                               | Nintendo Switch            |                                                                                       |
| 2020 | Genshin Impact                                          | Lumine                                                              |                            | PlayStation 4, Microsoft Windows, iOS, Android, Nintendo Switch                       |
| 2020 | Fate/Grand Order                                        | Ibuki Dōji                                                          |                            | iOS, Android                                                                          |
| 2020 | The Legend of Heroes: Trails into Reverie               | Renne Bright                                                        |                            | PlayStation 4                                                                         |
| 2020 | Illusion Connect                                        | Charlotte                                                           |                            | iOS, Android                                                                          |
| 2021 | Another Eden                                            | Melissa                                                             |                            | iOS, Android                                                                          |
| 2021 | The King of Fighters All Star                           | Diane                                                               |                            | iOS, Android                                                                          |
| 2021 | NieR Replicant ver.1.22474487139...                     | Louise                                                              |                            | Microsoft Windows, PlayStation 4, Xbox One                                            |
| 2021 | Alchemy Stars                                           | Uriel, Mia                                                          |                            | iOS, Android                                                                          |
| 2021 | Cookie Run: Kingdom                                     | Cherry Cookie                                                       |                            | iOS, Android                                                                          |
| 2021 | Pokémon Strahlender Diamant und Leuchtende Perle        | Eevee                                                               |                            | Nintendo Switch                                                                       |
| 2021 | Counter:Side                                            | Amy Strickland/Amy Firstwing                                        |                            | iOS, Android, Microsoft Windows                                                       |
| 2021 | The Legend of Heroes: Kuro no Kiseki                    | Renne Bright                                                        |                            | PlayStation 4                                                                         |
| 2021 | Gate of Nightmares                                      | Elena-Maria, Marro                                                  |                            | iOS, Android                                                                          |
| 2021 | Gran Saga                                               | Quyi                                                                |                            | iOS, Android, Microsoft Windows                                                       |
| 2022 | Atelier Sophie 2: The Alchemist of the Mysterious Dream | Alette Claretie                                                     |                            | PlayStation 4, Nintendo Switch, Microsoft Windows                                     |
| 2022 | Sin Chronicle                                           | Sera, Chloe                                                         |                            | iOS, Android                                                                          |
| 2022 | Koumajou Remilia: Scarlet Symphony                      | Cirno                                                               |                            | Nintendo Switch, Microsoft Windows                                                    |
| 2022 | Xenoblade Chronicles 3                                  | Fiona                                                               |                            | Nintendo Switch                                                                       |

### Hörspiele
- Arpeggio of Blue Steel, Iona, I-400, I-402
- Fate/GUDAGUDA Order, Okita Souji
- Himawari-san, Ami Minami
- My Sweet Tyrant, Non Katagiri.
- Taiyō no Ie, Mao Motomiya
- Sacrificial Princess and the King of Beasts, Saliphie[28]
- Vampire Knight Memories, Kiryu Ren[29]

### Realverfilmungen
| Jahr | Titel                                               | Rolle   | Anmerkungen             |
| ---- | --------------------------------------------------- | ------- | ----------------------- |
| 2008 | Cafe Isobe                                          | Kana    | Film                    |
| 2015 | Kamen Rider Drive                                   | Yurusen | Episode 48, Sprechrolle |
| 2015 | Kamen Rider Ghost                                   | Yurusen | Sprechrolle             |
| 2016 | Doubutsu Sentai Zyuohger                            | Yurusen | Episode 7, Sprechrolle  |
| 2017 | Final Fantasy XIV: Dad of Light                     | Kirin   | Sprechrolle             |
| 2019 | Brave Father Online: Our Story of Final Fantasy XIV | Kirin   | Sprechrolle             |

### Synchronisationsrollen
Realverfilmung
| Jahr | Titel             | Rolle            | Sprechrolle von                  | Anmerkungen |
| ---- | ----------------- | ---------------- | -------------------------------- | ----------- |
| 2018 | Tomb Raider       | junge Lara Croft | Maisy De Freitas und Emily Carey | [ 30 ]      |
| 2019 | Bumblebee         | Shatter          | Angela Bassett                   | [ 31 ]      |
| 2020 | A Dog's Way Home  | Bella            | Bryce Dallas Howard              | [ 32 ]      |
| 2021 | The Suicide Squad | Ratcatcher 2     | Daniela Melchior                 | [ 33 ]      |
| 2022 | Moonshot          | Sophie Tsukino   | Lana Condor                      | [ 34 ]      |

Animation
| Jahr | Titel                             | Rolle                            | Nachweise |
| ---- | --------------------------------- | -------------------------------- | --------- |
| 2017 | Sonic Boom                        | Sticks the Badger                | [ 35 ]    |
| 2018 | Spider-Man: Into the Spider-Verse | Gwen Stacy / Spider-Gwen         | [ 36 ]    |
| 2019 | Transformers: Cyberverse          | Windblade                        | [ 37 ]    |
| 2021 | Playmobil: The Movie              | Marla Brenner                    | [ 38 ]    |
| 2021 | White Snake                       | Precious Jade Workshop Foxy Boss | [ 39 ]    |
| 2021 | The Boss Baby: Family Business    | Little Bo Peep                   | [ 40 ]    |

## Musik
Am 28. März 2012 veröffentlichte sie ihr erstes Soloalbum Petipa. Ihre erste Single, „VisuMania“, wurde am 29. Januar 2014 veröffentlicht. Diese wurde als Outro für die Anime-Fernsehserie World Conquest Zvezda Plot verwendet.

## Auszeichnungen
| Jahr | Award ceremony               | Preis                                | Ergebnis |
| ---- | ---------------------------- | ------------------------------------ | -------- |
| 2011 | 1st Newtype Anime Awards     | Best Actress                         | Gewonnen |
| 2012 | 6th Seiyu Awards             | Best Actress                         | Gewonnen |
| 2018 | 4th Anime Trending Awards    | Best Voice Actress                   | Gewonnen |
| 2020 | 6th Anime Trending Awards    | Best Voice Actress                   | Gewonnen |
| 2021 | 43rd Anime Grand Prix        | Most Popular Voice Actor of the Year | Gewonnen |
| 2025 | 9th Crunchyroll Anime Awards | Beste Synchronisierung (Japanisch)   | Gewonnen |